# Лари Пејџ
Лоренс „Лари“ Пејџ (енгл. Lawrence "Larry" Page; Ист Ленсинг, 26. март 1973) је амерички информатичар и предузетник. Заједно са Сергејом Брином је саоснивач компаније Гугл. Према магазину Форбс, Пејџ се 2012. године нашао на 13. месту листе најбогатијих Американаца са богатством које износи 20,3 милијарди долара. Пејџ је познат по томе што је направио алгоритам Пејџ Ранк (PageRank) који је основа алгоритма за претрагу који користи веб претраживач Гугл.
Пејџ је био главни извршни директор Гугла од 1997. до августа 2001. године (одступивши у корист Ерика Шмита), затим од априла 2011. до јула 2015. када је прешао на место извршног директора компаније Алфабет Инк), позиције на којој је био до 4. децембра 2019. Он остаје члан одбора компаније Алфабет, службеник, и контролни акционар.
Стварањем Гугла изграђено је значајно богатство. Према Блумберговом индексу милијардера, дана 20. августа 2021. године Пејџ је имао нето вредност од приближно 122,9 милијарди долара, што га чини шестом најбогатијом особом на свету.
Пејџ је сакреатор и по њему је назван ПејџРанк, Гуглов алгоритма за рангирање претраге. Он је добио Марконијеву награду са коаутором Брајном 2004. године.

## Рани живот и образовање
Пејџ је рођен 26. марта 1973. године, у Лансингу у Мичигену. Његова мајка је Јеврејка; његов деда по мајци је касније емигрирао у Израел. Међутим, Пејџово васпитање је било без икакве религиозне јудаистичке праксе, и он се прогласио да није поборник формалне религије. Његов отац, Карл Виктор Пејџ старији, докторирао је рачунарство на Универзитету у Мичигену. Репортер Би-Би-Сија Вил Смејл описао га је као „пионира у рачунарству и вештачкој интелигенцији”. Пејџов отац је био професор рачунарства на Државном универзитету Мичигена, а његова мајка Глорија инструкторка рачунарског програмирања на колеџу Лајман Бригс у истој институцији.
Током интервјуа, Пејџ се присетио да је његов дом из детињства „обично био у нереду, са рачунарима, научним и технолошким часописима и издањима Popular Science на све стране“, што је окружење у којем је уронио себе. Пејџ је током своје младости био страствени читалац, који је у свом писму оснивача Гугла из 2013. године написао: „Сећам се да сам потрошио огромну количину времена прочешљавајући књиге и часописе“. Према писцу Николасу Карлсону, комбиновани утицај Пејџове кућне атмосфере и његових пажљивих родитеља „подстакао је креативност и изум“. Пејџ је током одрастања такође свирао инструменте и учио музичку композицију. Његови родитељи су га послали у музички летњи камп - Интерлоченски уметнички камп у Интерлочену у Мичигену, и Пејџ је споменуо да је његово музичко образовање инспирисало његово нестрпљење и опседнутост брзином у рачунарству. „У извесном смислу, осећам се као да ме је музичка обука довела до наслеђа велике брзине Гугла“. У једном интервјуу Пејџ је изјавио да „у музици јако добро познајете време. Време је као примарна ствар” и да „ако о томе размишљате са музичке тачке гледишта, ако сте перкусиониста, ударате нешто, то се мора догодити у милисекундама, у делићима секунде”.
Пејџа су први пут привукли рачунари када је имао шест година, јер се могао да се „игра стварима које леже около“ - личним рачунарима прве генерације - које су оставили његова мајка и отац. Постао је „прво дете у основној школи које је предало задатак направљен програмом за обраду текста“. Његов старији брат га је такође научио да раставља ствари и убрзо је „отварао све у својој кући да види како то функционише”. Изјавио је да „од врло раног доба, такође са схватио да желим да будем изумитељ ствари. Тако сам се заинтересовао за технологију и пословање. Вероватно сам са 12 година знао да ћу на крају покренути компанију.”

### Образовање
Пејџ је похађао окемоску монтесорску школу (сада се зове Монтесори Радмур) у Окемосу, Мичиген, од 2 до 7 године (1975. до 1979). Он је похађао средњу школу у Ист Лансингу, коју је завршио 1991. У летњој школи је два лета боравио у Интерлоченском центру за уметност свирајући флауту, и углавном саксофон. Пејџ је дипломирао рачунарско инжењерство са Универзитета у Мичигену, са одликовањем и магистрирао рачунарство на Универзитету Станфорд. Док је био на Универзитету у Мичигену, Пејџ је створио инкјет штампач направљен од Лего коцкица (дословно цртач линија), јер је сматрао да је могуће јефтино штампати велике плакате употребом инкјет кертриџа - Пејџ је реверзно пројектовао картриџ са мастилом и направио електронику и механику да га покрећу. Пејџ је био председник Бета Епсилон поглавља братства Ета Капа Ну, и био је члан тима за соларне аутомобиле „Мејз & Блу“ Универзитета у Мичигену 1993. Као додипломац на Универзитету у Мичигену, он је предложио да школа замени систем аутобуса личним системом за брзи транзит, који је у суштини једношинска железница без возача са засебним колима за сваког путника. Такође је развио пословни план за компанију која би користила софтвер за израду музичког синтисајзера.